# The Slayers (franchise)
The Slayers (スレイヤーズ Sureiyāzu?) är en serie på 52 stycken light novels av Hajime Kanzaka och illustrerad av Rui Araizumi. Det kom senare flera olika mangatitlar, fem animeserier, två treepisoders Original Video Animation (OVA) och fem filmer. Det har även gjorts tre rollspel till Playstation och en till Super Famicon. Inspirationskällan för The Slayers kommer från Dungeons & Dragons och i serien får vi följa trollkvinnan Lina Inverse och hennes kamrater på deras resa genom världen. Med kraftfull magi och stridskonster slåss de mot mäktiga trollkarlar, demoner som strävar efter att förstöra världen, mörka furstar och ett och annat banditgäng. Serien anses vara en av 1990-talets mest populära.